# Rayan Abdullah
Rayan Abdullah (arabisch ريان عبدالله; geb. 1957 in Mossul, Irak) ist ein irakisch-deutscher Typograf und Grafikdesigner. Seit 2001 ist er Professor für Typografie an der Hochschule für Grafik und Buchkunst Leipzig.

## Werdegang
Abdullah besuchte bis 1978 in seiner Geburtsstadt Mossul die Technical Secondary School. Anschließend ging er zum Studium zunächst nach Rumänien und anschließend nach West-Berlin. An der Hochschule der Künste studierte er bis 1984 Kulturpädagogik und anschließend bis 1989 Visuelle Kommunikation. In seiner Diplomarbeit 1989 befasste er sich mit arabischer Schriftkunst und schloss als Diplom-Designer ab. Nach der Ausbildung arbeitete Abdullah bis 2000 in verschiedenen Agenturen. Gleichzeitig lehrte er von 1993 bis 2001 Schriftgestaltung beim Lette-Verein. 
Seit 2001 ist er als Professor für Typografie an der Hochschule für Grafik und Buchkunst Leipzig tätig. Dort hat er 2016 ein Projekt initiiert, bei dem Flüchtlinge ein in ihrer Heimat begonnenes Design-Studium in Leipzig fortsetzen können. 2005 und 2007 war er Mitglied der Jury des Sächsischen Staatspreises für Design.
Weiterhin ist er einer der Gründungsdirektoren der Fakultät für Media Engineering & Technology der German University in Cairo (GUC) in der ägyptischen Hauptstadt.

## Publikationen (Auswahl)
- mit Roger Hübner: Piktogramme und Icons. Pflicht oder Kür? Verlag Herman Schmitz, Mainz 2005, ISBN 978-3-87439-649-3.
- mit Karsten Henze: Formulare – von der Wiege bis zur Bahre: Formulare im Corporate Design. Stiebner, München 2007, ISBN 978-3-8307-1339-5.